# Soledad Velasco
Soledad Amada Velasco Baides (Provincia de Albacete, 15 de octubre de 1956) es una política española y miembro del Partido Socialista Obrero Español (PSOE).
Se convirtió en diputada por la circunscripción de Albacete en junio de 2018 .

## Biografía

### Vida privada
Nació en 1956 en un pueblo situado en el municipio de Lezuza en el seno de una familia de agricultores, se trasladó a Albacete en 1966 para completar su bachillerato. Casada, es madre de dos hijos.

### Profesión
Posee un título de maestría en la especialidad de Lengua Española y Literatura Moderna, obtuvo por concurso la docencia. Luego trabajó en distintos municipios de la provincia de Albacete.